# بندق شائع
البندق الشائع أو شجرة البندق نوع نباتي يتبع جنس البندق من الفصيلة القضبانية ويسمى (باللاتينية: Corylus avellana). تنتج أشجاره البندق.
أشجار وشجيرات البندق بشكل عام مقاومة ومتحملة للبيئة مع كل شذوذها الحاصل من التلوثات الحضارية وتفضل المناطق الجبلية ويمكنها النمو كغابات أو بأشكال مفردة وشكلها جميل يصلح للحدائق والأسيجة التزيينية
والبندق بشكل عام يطلق الكثير من الفسائل حول الشجرة الأم فهي تنمو كأجمات وخصوصا في النوع التركي والمتوسطي
لذا يفضل تخليص الام من هذه الفسائل كل عام خصوصا إذا زرعت كشجرة حديقة
- الأوراقُ مدوّرةُ بسيطةُ بحواف ثنائيةِ مسنّنةِ.
- الزهورَ المذكرة تُنتجُ ً في وقت مبكّر جدا من الربيع وقبل الأوراقِ بفترة تتجاوز 10 أيام
الأعضاء الذكرية طويلة وبشكل عناقيد البتولا أو الجوز لكنها أقل ثخانة وبطول5-12 سنتيمتر
والزهرة المؤنثة صغيرة ومخفية بين البراعم التي تستعد لإنتاج الأوراق ثم تظهر مصرورة ضمن وريقات تلفها ولا يظهر منها سوى المدقات التي ستتلقى غبار الطلع من الأازهار المذكرة بعد نضجها ثم تبدأ الثمرة بالانتفاخ دون تكون الجنين داخلها أو بالأحرى غير مرئي وتكون حينها البندقة عبارة عن جوزة صغيرة ملئي بمادة اسفنجية كالتي تملا تجويف سوق دوار الشمس ولايظهر الجنين إلا متاخرا جدا
- ثمار البندق شبه كروية مطعوجة من الأسفل وبقطر 1-2.5 سم وتبقى مختفية ضمن وريقات تلفها وتظهر البنادق في مجموعات ثنائية أو ثلاثية أو رباعية ومن النادر جدا أن تكون منفردة ومن الصعب رؤية البنادق
إنّ شكلَ وتركيبَ الغمد involucre مهم في تعريفِ الأنواعِ المختلفِة للبندقِ.
- مكونات البندق
يحتوي البندق فيتامينات (ب1 ، ب2 ، ب3 ، ب5 ، ج، هـ )
- أملاح ومعادن (كبريت، فوسفور، صوديوم، كلور، حديد، نحاس، منجنيز، زنك )
وكذلك بروتين ودهون وسكريات ولذلك فهو يزيد الوزن.
غالبية الأنواع صالحة للأكل الآدمي وتعصر فيستخرج منها زيت مقبول الطعم ذو قيمة غذائية عالية.
غنى بفيتامينات (أ) و( ب) وغنى جدا بالمواد الدهنية التي تصل إلى 65.3% .
الزيت يستعمل في المراهم وأدوية الجلد، وينفع في تقوية الشعر ويمنع سقوطه.
و يدخل في صناعة المستحضرات الصيدلانية والتجميلية، والصابون، والعطور، وزيت التشحيم، وزيت مضاد للصرع، والأسمدة
البندق غني بالطاقة، سهل الهضم، وطارد للديدان .
يمكن استخدامه في حالات السل، والمغص الكلوي، والدودة الشريطية، الوهن، الحمل، والبول السكري .
و هو من أسهل الثمار الزيتية هضما وأغناها بالمواد الدهنية .
و بتجفيف الثمار يسهل حفظها دون أن تفقد من قيمتها الغذائية بل تزداد المادة فيها تركيزا .
الاستخدامات
يوصف زيت البندق للمصابين بالسكر والسل والصرع والتهاب المسالك البولية.
ويستعمل الزيت لطرد الدودة الشريطية، وذلك بتناول ملعقة صغيرة منه كل يوم على الريق مدة خمسة عشر يوما.
مغلي أزهار البندق 30 جراما في لتر ماء يستعمل لعلاج الترهل، ومغلي 25 جراما من أوراقه في لتر ماء أحسن مدر للبول ولتنقية الدم.
تهاجم البندق بعض أنواع الحشرات الحرشفية Lepidoptera فتضع بيوضها على الأوراق لتتغذى يرقاتها عليها
قائمةَ الحشرات الحرشفيةِ التي تتغذى على البندق.
Bucculatricidae
Bucculatrix callistricha
Bucculatrix fugitans
Coleophoridae
Coleophora corylifoliella